# Rachel Ticotin
Rachel Ticotin   (Bronx, 1 de novembre de 1958) és una actriu de cinema i televisió estatunidenca. Ha aparegut en pel·lícules com Fort Apache, The Bronx, Total Recall, Falling Down, i Con Air.

## Biografia
Ticotin va néixer al Bronx, Nova York, filla d'Iris Torres, una educadora porto-riquenya, i Abe Ticotin, un venedor de cotxes de segona mà, un rus jueu. El seu germà, Sahaj, és músic i cantant de la banda de rock Ra. Ticotin va créixer en el Bronx, amb una gran població de porto-riquenys, on va estudiar l'educació primària i secundària. Els seus pares la van apuntar al centre Ballet Hispánico, on va fer classes de ballet.

### Carrera
El 1978 Rachel va interpretar a una ballarina en la pel·lícula Estirp indomable (King of the Gypsies), que fou el seu debut oficial al cinema. També va actuar en una producció off-Broadway de Miguel Piñero titulada The Sun Always Shines for the Cool. Durant aquest període va ser assistent de producció en el film Vestida per matar (Dressed to Kill) de Brian De Palma. El seu primer paper notable va arribar el 1981, interpretant Isabella a Fort Apatxe, The Bronx, al costat de Paul Newman.
El 1983, va aconseguir un paper habitual en la sèrie dramàtica de televisió Love and Honor de la NBC. Tornaria a treballar a la televisió en sèries com Ohara (1987), Women on the Inside (1991), Crime & Punishment (1993) i Gargoyles (1994).
Al cinema ha treballat en pel·lícules com Critical Condition (1986) com a Rachel Atwood, Where the Day Takes You (1992) com a l'oficial Landers, Falling Down (1993) com la detectiu Sandra Torres, Desafiament total (Total Recall) (1990) com a Melina al costat d'Arnold Schwarzenegger i Sharon Stone, First Time Felon (1997) com a Mcbride i com la guàrdia de seguretat Sally Bishop a Con Air (1997) al costat de Nicolas Cage, paper pel qual va rebre el premi ALMA. El 1995, va interpretar el paper de Donya Inez, la mare de Don Juan DeMarco (Johnny Depp) en la comèdia romàntica del mateix nom.
Ticotin ha participat en més de 40 pel·lícules i sèries. Aparegué a Man on Fire (2004) com a Mariana i a Un per a totes (The Sisterhood of the Traveling Pants) (2005). Va ser escollida per a interpretar a Vangie Gonzalez Taylor en la segona temporada de la sèrie American Family, al costat d'Edward James Olmos, Esai Morales, Raquel Welch i Kate del Castillo. Recentment va treballar en la segona temporada de la popular sèrie d'ABC, Lost on interpreta la capitana Teresa Cortez, mare d'Ana Lucía Cortez (Michelle Rodriguez).
El setembre de 2010, Ticotin es va unir al repartiment de la sèrie dramàtica Law & Order: Los Angeles com a la tinent Arleen Gonzales, reemplaçant a l'actriu Wanda De Jesus. Ticotin va tornar a filmar les escenes de De Jesus.

### Vida privada
En 1983, Ticotin es va casar amb David Caruso, amb qui va tenir una filla, Greta, nascuda l'1 de juny de 1984. En 1989 es va divorciar de Caruso i el 1998 es va casar amb Peter Strauss.

## Premis i nominacions
ALMA Award (American Latino Media Arts Award)
- 1998: Nominada, “Outstanding Actress in a Made-for-Television Movie or Mini-Series” – First Time Felon
- 1998: Nominada, “Outstanding Actress in a Feature Film” – Con Air

Saturn Award
- 1991: Nominada, “Best Supporting Actress” – Total Recall

Blockbuster Entertainment Award
- 1998: Nominada, “Favorite Supporting Actress in an Action/Adventure Film” – Con Air